# Salgar (Antioquia)
Salgar es un municipio colombiano localizado en la subregión Suroeste del departamento de Antioquia. Limita por el norte con los municipios de Urrao, Betulia y Concordia, por el este con Concordia, Venecia y Tarso, por el sur con Pueblorrico y Ciudad Bolívar, y por el oeste con el municipio de El Carmen de Atrato  departamento del Chocó y el municipio de Urrao.

## Toponimia
El nombre actual que tiene la comunidad se le otorgó en memoria del referido señor Don Eustorgio Salgar, expresidente de Colombia.

## Historia
Salgar tiene una historia joven, surgió como municipio al segregarse de jurisdicciones más viejas a las cuales perteneció, como Ciudad Bolívar y Concordia y especialmente al segregarse de este último municipio, del que fue apenas una "fracción" hasta finales del siglo XIX. El municipio de Bolívar adquiere la categoría de Ciudad Bolívar, solo a partir de 1962 cuando la Asamblea Departamental de Antioquia promulga la Ordenanza respectiva.
El surgimiento de Salgar como entidad territorial en el Estado Soberano de Antioquia se remonta al 26 de octubre de 1865 cuando el Poder Ejecutivo promulga un decreto para crear la fracción “Barroso” en el Distrito de Bolívar comprendida dentro de los siguientes límites: desde los nacimientos del Barroso, río abajo hasta su desembocadura en el Sanjuán: de allí Sanjuán arriba hasta el punto denominado “La Chucha”: de este punto en línea recta a la cordillera del “Clavel”: de esta cordillera a la de “Vallecito”: de esta a los nacimientos de la quebrada “Liboriana”: de allí a la cordillera del “Plateado”; y de esta cordillera al primer lindero.
El 26 de noviembre de 1868 el Poder Ejecutivo del Estado de Antioquia vuelve a ocuparse de la creación de la fracción “Barroso”, esta vez en jurisdicción del Distrito de Concordia, asignándole los siguientes confines: desde los nacimientos del río Barroso, por todo él abajo hasta el “Sanjuan”: éste arriba hasta la quebrada “Honduras”: por toda ella arriba hasta la cordillera de “Sanmiguel”; por esta arriba a la de “Vallecitos”, siguiéndola hasta su empalme en la del Plateado; y de allí por toda esta hasta los nacimientos del “Barroso”.
En 1876 la Asamblea Constituyente del Estado Soberano de Antioquia mediante disposición legislativa adopta el nombre de “Fracción Salgar”, en memoria del doctor Eustorgio Salgar, presidente de Colombia entre 1870 y 1872, para sustituir a la fracción “Barroso” en el Distrito de Concordia, conservando los confines de 1868.
Con las firmas de José María (Campo) Serrano, Secretario de Hacienda de la Unión y Jefe Superior del Estado de Antioquia y de José Domingo Ospina C., Secretario de Gobierno, se promulga el 3 de junio de 1885 el Decreto 156 que en su artículo 11 dispone segregar del Distrito de Concordia y agregar al de Bolívar la Fracción “Salgar” por los mismos linderos que tenía cuando pertenecía a este último.
Los cronistas Juan de Castellanos: “Elegías de Varones Ilustres de Indias”, parte tercera, canto quinto y séptimo; Pedro de Cieza de León: “La Crónica del Perú”, capítulo 14, 15 y 35; Pedro Simón: “Noticias Historiales de las Conquistas de Tierra Firme en las Indias Occidentales”, parte tercera, noticia segunda, capítulo séptimo, octavo, noveno, décimo, undécimo y duodécimo; y, Lúcas Fernández Piedrahíta: “Historia General de las Conquistas del Nuevo Reino de Granada”, libro cuarto, capítulo segundo; libro sexto, capítulo octavo y libro séptimo capítulo séptimo, describen la ruta que siguió la hueste de Juan de Vadillo desde su salida de San Sebastián de Buenavista, en dominios de Urabaibe, en 1537, hasta su llegada en 1540 a los territorios del valle de Lilé, en los que hoy se asienta la ciudad de Cali.
Para el período de la conquista (1508-1549), los dominios de las tribus Embera y Katía los separaba el caudal del río Atrato. La primera sitúabase al occidente, en tanto que la segunda lo estaba al oriente del río, las cuales sostenían continuos enfrentamientos. La hueste del conquistador Pedro Arías Dávila (Pedrarias), tomo prisioneros de sendas etnias y los juntó en la encomienda que le otorgó la Corona española en la Sierra de Abibe, en la que surge como pueblo tenue la etnia Embera-Katía (probablemente a partir de 1620) en la época de la colonia. Constancio Pinto García en su “Diccionario Español-Katío”, sostiene que en ese idioma la palabra embera bedeai, significa: “el indio habla” y que las palabras emberara bedeadai, expresa: “los indios hablan”, en tanto müa embera “yo indio, o sea, yo soy indo” y müa emera era: “yo no soy indio”. 
No existe constancia histórica y etnográfica demostrable que a la llegada de los conquistadores españoles al territorio Katio (hoy Antioquia) tuviere presencia un cacique barroso gobernante de una etnia embera catia en huida de las tropas del conquistador Jorge Robledo hacia territorios más al sur. En el Popol Vuh (Las antiguas Historias del Quiche) se registra la palabra “Cakchiqueles”, jefes políticos de las tribus de Centroamérica, que muy probablemente los conquistadores deformaron en cacique. Por su parte la palabra “barroso” (de origen prerromano), no encuentra en las lenguas precolombinas palabra alguna que tenga parecido etimológico. 
Sin datos muy exactos, los registros disponibles del Suroeste antioqueño otorgan pistas de que había allí pobladores aborígenes, pertenecientes a la etnia de los Catíos Emberá. Algunos estudiosos sostienen que estos indios llegaron a la comarca huyendo de las tropas del conquistador Jorge Robledo, pues se conoce que desde el noroeste de la extensa Antioquia los indígenas que no alcanzaron a exterminar los ibéricos buscaron territorios más al sur. Esto acontecería en tiempos de aproximadamente el siglo XVI.
Más informados por leyendas populares que por documentos científicos, se dice que a orillas del río Pombas, en las cercanías del condado del hoy Salgar, y más específicamente en las cercanías de un cerro conocido como "Cerro Plateado", un cacique de nombre "Barroso" habría enterrado grandes cantidades del codiciado oro que los españoles perseguían. No obstante este rumor, hasta la fecha, no se han hallado rescoldos españoles en la región ni rastros siquiera del tesoro. 
Salgar comenzó de forma documentada aproximadamente en 1880, cuando se sabe con nombre propio de colonos paisas que domaron la región, tal como lo habían hecho en muchas más geografías. Así, se concluye que el pueblo de Salgar fue fundado por Cosme Eladio Londoño, Liborio y Epifanio Restrepo, también por los caballeros Nemesio y Julio Restrepo y Apolinar Cadavid, seguramente entre otros muchos exploradores. En estas cercanías había un lugar llamado Salgar Viejo, y fue allí donde se instalaron y realizaron las primeras construcciones de este condado.
En el Archivo Histórico de Antioqia (AHA) reposan documentos manuscritos, trascritos por Roqueberto Londoño Montoya que apuntan a la indagación histórica sobre los antescedentes de la formación en 1880 del poblado en que se erige en 1894 y 1903 el Municipio de Salgar. Uno de esos documentos dice: "El Presidente del Estado Soberano de Antioquia, en uso de sus facultades legales y en atención de la solicitud de la corporación municipal de Concordia, fechada 7 de febrero de 1878, decreta: artículo único. Créase una inspección de policía en la fracción "Salgar" en el barroso, Distrito de Concordia, cuya cabecera será en las vegas de la confluencia de la quebrada "Plateado" con el barroso. Comuníquese, dada en Medellín, a 2 de marzo de 1878 D. Aldana. El jefe de la Sección 1a. encargado del despacho, Francisco A. Escobar B.", expresa el Decreto 51; la cabecera así definida es a la que, con posterioridad a la erección del Distrito Municipal denominado "Sanjuan de Salgar (1894), construido a unos dos kilómetros aguas arriba en la quebrada "Plateado" (Liboriana), del sitio al que se denominó con el nombre de "Salgar Viejo".
En 1887 se fundó la primera parroquia en el sector, de nombre San Juan de Riaño. Pasarían años hasta que tan recientemente como en 1936, encontramos datos de que un Padre llamado Francisco Idárraga, dirigió esta parroquia por muy buen tiempo. 
Retrocediendo, en 1894 la Asamblea de Antioquia convirtió esta fracción en un distrito con vida propia. Y por fin en 1903, la misma corporación la erigió como municipio. De interés, el nombre original de San Juan de Riaño que inicialmente le pusieron al distrito se cambió por el que hoy tiene, Salgar, en memoria del doctor Eustorgio Salgar, presidente de Colombia entre 1870 y 1872.
En el año 2015 tuvo una terrible tragedia de deslizamiento de tierra dejó como total más de 100 muertos.

## Generalidades
Fundación: 29 de marzo de 1880.
- Fundadores: Colonizadores paisas, principalmente oriundos de Medellín, entre ellos Liborio Restrepo, Apolinar Cadavid, Nemesio Restrepo, Cosme Eladio Londoño y otros
- Hay dos apelativos comunes para referirse a Salgar: "Medellín Chiquito" y “Tierra del Presidente”.

## División Político-Administrativa
Además de su Cabecera municipal. Salgar tiene bajo su jurisdicción los siguientes corregimientos (de acuerdo a la Gerencia departamental):
- El Concilio
- La Cámara
- La Margarita
- Peñalisa

## Demografía
Población Total: 18 258 hab. (2018)
- Población Urbana: 6 718
- Población Rural: 11 540

Alfabetismo: 77.8% (2005)
- Zona urbana: 83.6%
- Zona rural: 73.3%

### Etnografía
Según las cifras presentadas por el DANE del censo 2005, la composición etnográfica del municipio es: 
- Mestizos & blancos (64,2%)
- Afrocolombianos (35,8%)

## Vías de comunicación
El municipio está comunicado por carretera destapa con las poblaciones de Betulia, Concordia y Bolívar. 
Y por carretera pavimentada con Venecia.

## Economía
- En agricultura el municipio es fuerte en café, caña de azúcar, plátano y yuca
- En ganados, porcino, vacuno y equino
- La ciudad produce elementos variados artesanales manufacturados con bejuco y fique.

## Fiestas
- Fiestas del Cacique Barroso en la segunda semana de octubre con programación cultural, destinadas a recordar la historia de Salgar, con “parrandas” y bailes, que se vienen celebrando desde 1982
- Fiestas Patronales de la Virgen del Carmen en julio 16
- Fiestas de Semana Santa, sin fecha fija en marzo o principios de abril
- cabalgata de guelengues, la más popular

## Sitios de interés
Patrimonio histórico artístico
- Iglesia de San Juan Evangelista, templo de tres naves de crucería cuyo frontis fue reconstruido en 1979.
- Casa de la Cultura Luis Fernando Vélez Vélez. Un espectacular casa de 2 pisos de color amarillo, atrae la atención de todo el que la ve. Las manifestaciones culturales tienen su espacio en esta casa de estilo colonial donde se encuentran la Biblioteca Pública y el Museo Francisco Palaur y Quer
- Asilo San Antonio. Esta casa antigua de campo sirve de albergue a varios ancianos que comparten ese espacio de arquitectura típica antioqueña. Entre las comodidades que ofrece se enumeran la capilla, amplias zonas verdes, enfermerías, sala de visitas y tres salones

Patrimonio natural
- Cerro Plateado. Una caminata que culmina con una vista magnífica de Urrao y Salgar se encuentra en el Cerro plateado. Es un lugar de hermosos paisajes, con truchera y las piscinas naturales de La Liboriana en sus cercanías.
- Río Barroso
- Cuenca del Sucre. Otra alternativa para los amantes de las caminatas ecológicas se encuentra en la Cuenca del Sucre, que cuenta con sendero ecológico, diversa vegetación y riqueza en aguas cristalinas. Es fuente del acueducto municipal.
- Charco La Liboriana. Acampar es uno de los placeres que más gozan los amantes del turismo ecológico y el Charco La Liboriana ofrece esa posibilidad. Cuenta con piscinas naturales de aguas frías y zona para camping.
- Charcos de Mulato. Los días de sol y fines de semana son aprovechados por nadadores y quienes gustan de las aguas cristalinas en los Charcos de Mulato, que se ubican en la vía a La Pintada. Son cuatro charcos que gozan de fama a la hora de los balnearios naturales en la zona.
- Cementerio de Las Trompetas. Este camposanto es fiel copia del mausoleo Carmeliano de Génova, Italia. Se erigió entre 1954 y 1958 gracias a que doña Juliana Restrepo Jhonson y la señorita Ligia González Restrepo, habitantes del municipio, fueron las encargadas de recolectar los fondos suficientes para la elaboración del diseño arquitectónico. Las naves frontales del cementerio semejan casquilletes medievales.
- Corregimiento El Concilio. Divisar el río Cauca y los hermosos paisajes aledaños a él en el Suroeste antioqueño es una de las actividades más comunes desde muchos lugares de este corregimiento. Está rodeado de paisajes naturales, con extensos montes, sembrados y pastos.